# Dendroceros borbonicus
Dendroceros borbonicus là một loài rêu trong họ Dendrocerotaceae. Loài này được Stephani mô tả khoa học đầu tiên..